# Quando o Canto É Reza
Quando o Canto É Reza é um álbum que registra o encontro entre Roberta Sá e o Trio Madeira Brasil em homenagem ao compositor baiano Roque Ferreira. O repertório conta com 13 músicas, sendo 8 inéditas e 5 regravações.

## Lista de faixas
| N.º | Título                                | Compositor(es)                             | Duração |  |
| 1.  | "Mandingo"                            | Roque Ferreira, Pedro Luís                 | 3:29    |  |
| 2.  | "Chita Fina"                          | Roque Ferreira                             | 3:36    |  |
| 3.  | "Zambiapungo"                         | Roque Ferreira, Zé Paulo Becker            | 4:41    |  |
| 4.  | "Cocada"                              | Roque Ferreira                             | 3:25    |  |
| 5.  | "Água da Minha Sede"                  | Dudu Nobre, Roque Ferreira                 | 4:02    |  |
| 6.  | "Orixá de Frente"                     | Roque Ferreira                             | 3:53    |  |
| 7.  | "Água Doce"                           | Roque Ferreira                             | 4:56    |  |
| 8.  | "Menino"                              | Roque Ferreira                             | 3:30    |  |
| 9.  | "Tô Fora" (Part. Moyseis Marques)     | Roque Ferreira                             | 2:58    |  |
| 10. | "Xirê"                                | Roque Ferreira                             | 3:24    |  |
| 11. | "Marejada"                            | Roque Ferreira                             | 3:32    |  |
| 12. | "A Mão do Amor"                       | Roque Ferreira                             | 3:32    |  |
| 13. | "Festejo / Citação: Samba pras Moças" | Roque Ferreira / Grazielle, Roque Ferreira | 3:24    |  |

## Créditos
- Direção Geral: Pedro Luís
- Co-direção: Marcello Gonçalves e Renato Alscher
- Direção artística: João Mário Linhares
- Concepção: Roberta Sá e Marcello Gonçalves
- Produção Executiva: Fernanda David e João Paulo Linhares
- Trio Madeira Brasil: Marcello Gonçalves (violão de 7 cordas), Zé Paulo Becker (violão e viola caipira) e Ronaldo do Bandolim (bandolim)